# Keramikforschungen
Keramikforschungen ist eine zwischen 1976 und 1985 erschienene Fachbuchreihe. Sie wurde von der Kommission für Antike Keramik der Heidelberger Akademie der Wissenschaften unter deren Vorsitzendem Roland Hampe herausgegeben. Mehrere der Bände wurden mit finanzieller Unterstützung der Ceramica-Stiftung in Basel und des Deutschen Archäologischen Instituts veröffentlicht. Die Reihe, die sich vor allem aus Hochschulschriften zusammensetzt – die Hälfte von der Universität Heidelberg –, wurde im Verlag Philipp von Zabern publiziert und lehnte sich in der Aufmachung an die Reihe Forschungen zur antiken Keramik – Kerameus an, mit der es auch inhaltlich Überschneidungen gab. In der Reihe erschienen mehrere grundlegende Werke zur antiken Keramik.
| Band | Titel | Autor           | Datum | Bemerkungen  | ISBN               |
| ---- | --- | --------------- | ----- | ------------ | ------------------ |
| 1    | Geometrische Ornamente auf anatolischer Keramik. Symmetrien frühester Schmuckformen im Nahen Osten und in der Ägäis | Brinna Otto     | 1976  | Dissertation |                    |
| 2    | Attisch geometrische Schalen. Eine spätgeometrische Keramikgattung und ihre Beziehungen zum Orient                  | Brigitte Borell | 1978  | Dissertation | ISBN 3-8053-0237-1 |
| 3    | Die antike Glanztonkeramik. Praktische Versuche                                                                     | Adam Winter     | 1978  |              | ISBN 3-8053-0333-5 |
| 4    | Sophilos. Ein Beitrag zu seinem Stil                                                                                | Güven Bakır     | 1981  | Dissertation | ISBN 3-8053-0446-3 |
| 5    | Attisch weißgrundige Keramik. Maltechniken, Werkstätten, Formen, Verwendung                                         | Irma Wehgartner | 1983  | Dissertation | ISBN 3-8053-0565-6 |
| 6    | Die verzierte Keramik der Sesklo- und Diminikultur Thessaliens                                                      | Brinna Otto     | 1985  | Habilitation | ISBN 3-8053-0776-4 |